# Eggisops pecchioli
Eggisops pecchioli är en tvåvingeart som beskrevs av Camillo Rondani 1862. Eggisops pecchioli ingår i släktet Eggisops, och familjen spyflugor. Arten har ej påträffats i Sverige.